# Dactylocythere amphiakis
Dactylocythere amphiakis är en kräftdjursart som beskrevs av C. W. Hart och D. G. Hart 1966. Dactylocythere amphiakis ingår i släktet Dactylocythere och familjen Entocytheridae. Inga underarter finns listade i Catalogue of Life.